# Automóviles eléctricos en Noruega

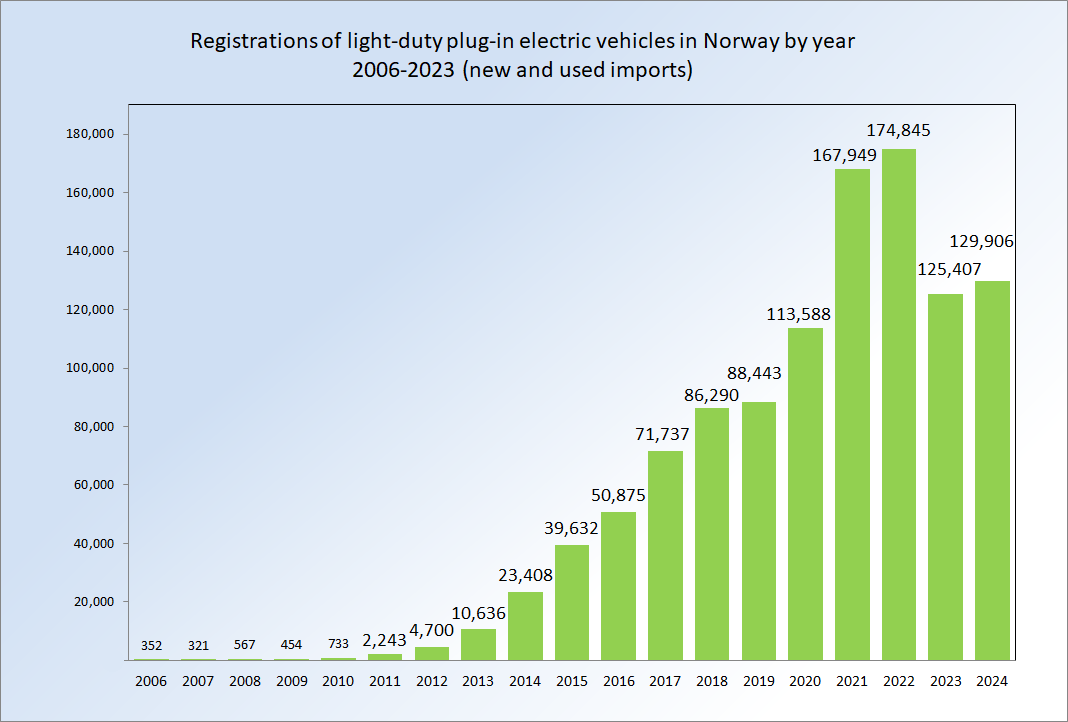
El registro de vehículos eléctricos en Noruega por año entre 2004 y 2024. Incluye coches y furgonetas, híbridos enchufables y totalmente eléctricos importados y usados.

El uso del automóvil eléctrico en Noruega representa un mercado creciente dentro de este país europeo. Más de 200.000 vehículos eléctricos fueron registrados en Noruega hasta finales del mes de diciembre de 2017, convirtiendo al país en el cuarto mayor mercado de vehículos enchufables en el mundo. La flota de coches eléctricos de Noruega es una de las más limpias del mundo, porque casi el 100% de la electricidad generada en el país proviene de la energía hidroeléctrica. Noruega, con 5,2 millones de habitantes, es el país con mayor propiedad vehículos eléctricos per cápita en el mundo, Oslo siendo reconocida como la capital del mundo de vehículos eléctricos.
En marzo de 2014, Noruega se convirtió en el primer país en el que más de uno de cada 100 coches de pasajeros registrado era eléctrico. La penetración del segmento en el mercado alcanzó el 2% en marzo de 2015, pasando el 3% en diciembre de 2015. La cuota de mercado de vehículos eléctricos de las ventas de automóviles nuevos de Noruega es la más alta del mundo, pasando de 1,6 % en 2011, hasta el 3,1 % en 2012, alcanzando el 5,6% de las ventas de vehículos nuevos en 2013, superando el 87% en 2023,  el 96% en septiembre de 2024 y el 97% en julio de 2025 (sin contar los híbridos enchufables).

## Industria

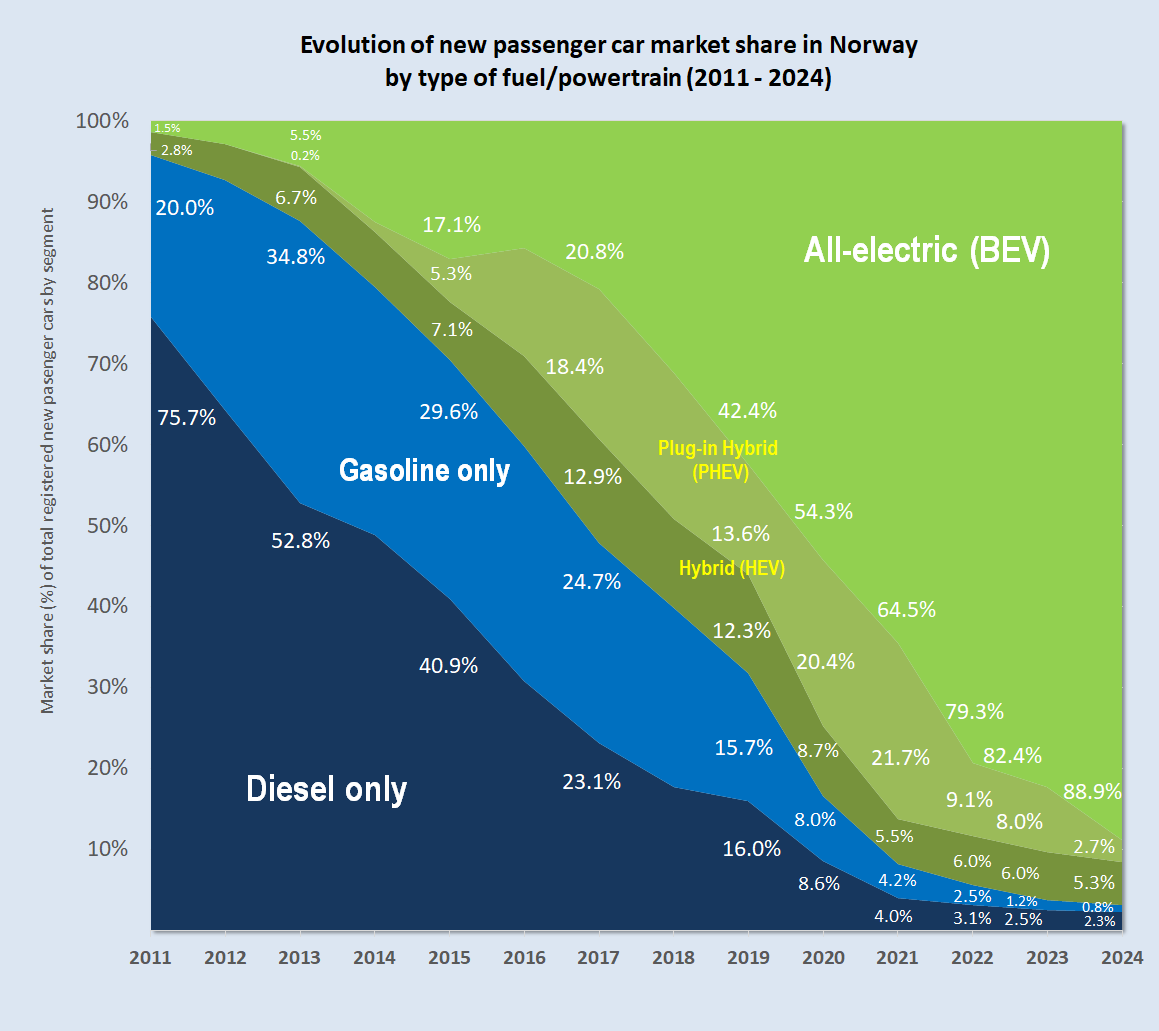
Evolución de la cuota de mercado de los vehículos de pasajeros eléctricos y con motor de combustión interna registrados en Noruega hasta 2024.

Las ventas combinadas de vehículos eléctricos nuevos y usados capturaron una cuota de mercado del 13,8% del total de registros de vehículos de pasajeros en 2014 y una cuota de mercado récord del 23,4% en 2015, casi uno de cada cuatro vehículos nuevos registrados en el país en 2015. La proporción más alta de todos los meses sobre el mercado de enchufables de pasajeros en el segmento eléctrico fue alcanzado en marzo de 2016 con el 33,5% de las ventas de automóviles nuevos; el segmento de automóviles totalmente eléctricos tenía una cuota de mercado del 18,7% entre los nuevos vehículos de pasajeros, mientras que el segmento enchufable híbrido tuvo un 14,8%.
Además, Noruega fue el primer país en el mundo donde los coches eléctricos encabezan el ranking de ventas mensuales de coches nuevos. El Tesla Model S ha sido el vehículo eléctrico de mayores ventas cuatro veces, dos veces en 2013, por primera vez en septiembre y de nuevo en diciembre y una vez más en marzo de 2014, y de nuevo en marzo de 2015. El Nissan Leaf ha encabezado el ranking de ventas mensuales de automóviles nuevos dos veces, primero en octubre de 2013 y de nuevo en enero de 2014. En marzo de 2014, el Tesla Model S también rompió el récord de ventas mensuales de un modelo único, independientemente de su fuente de alimentación, con 1.493 unidades vendidas, superando al Ford Sierra, el cual mantuvo el récord por 28 años habiendo vendido 1.454 unidades en mayo de 1986. En marzo de 2015 el récord por la clasificación de tres coches totalmente eléctricos con el top de venta de coches nuevos en el país, fue pasado por el Tesla Model S con 1.140 unidades, el Volkswagen e- Golf con 956 (de un total de 1.421 unidades vendidas por la placa de identificación del Golf), y el Nissan Leaf con 526.

## Incentivos del gobierno
El Parlamento de Noruega estableció el objetivo de alcanzar 50.000 vehículos de emisiones cero en 2018. Entre los incentivos existentes, todos los coches eléctricos están exentos de todos los cargos de vehículos no recurrentes de Noruega, incluyendo impuestos de compra, que son extremadamente altos para los coches normales, y 25% de IVA en la compra, así como la fabricación de automóviles eléctricos, el precio de compra es competitivo con los coches convencionales. Los vehículos eléctricos puros son también exentos del impuesto anual de circulación, todas las tarifas de estacionamiento público, y los pagos de peaje (incluyendo los transbordadores nacionales), además de ser capaz de utilizar los carriles de autobús. Estos incentivos se establecieron para estar en vigor hasta finales de 2017 o hasta que la meta de 50.000 coches totalmente eléctricos registrados en el país se logre. Las ventas de los híbridos enchufables han tenido una penetración en el mercado mucho más pequeña que las ventas de automóviles eléctricos puros, ya que no son elegibles para las mismas exenciones fiscales y otros incentivos gubernamentales promulgadas para los coches eléctricos. Sin embargo, en junio de 2013, el gobierno aprobó una reducción de impuestos para los híbridos enchufables en vigor desde julio de 2013, lo cual mejoró las ventas los vehículos de propulsión eléctrica.

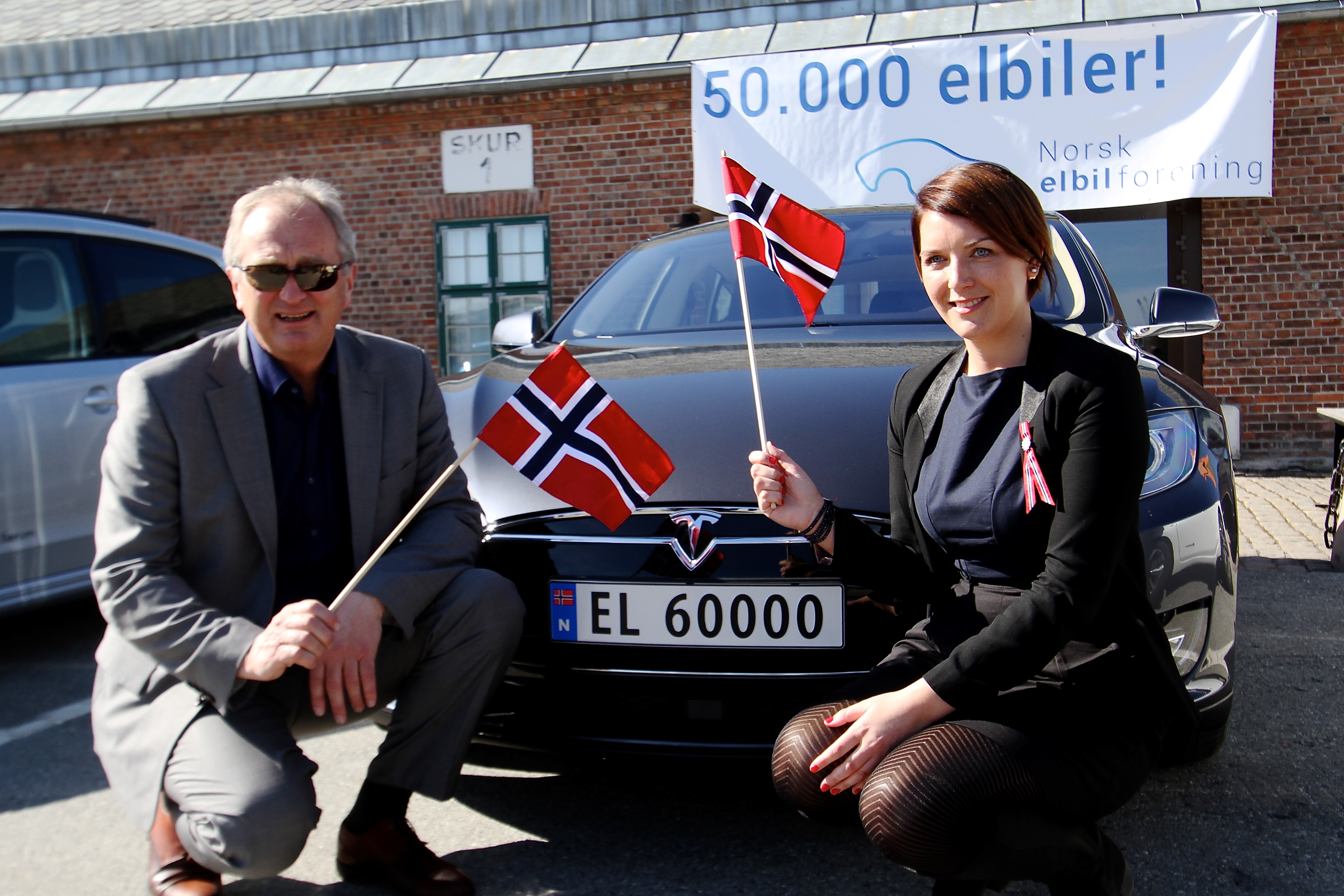
La meta de 50,000 coches eléctricos en las carreteras noruegas fue alcanzado el 20 de abril de 2015. La placa "EL 60000" fue puesta en el vehículo 50,000 registrado. La serie especial de vehículos eléctricos EL comenzó con el "EL 10000."

Se alcanzó el objetivo de 50.000 coches eléctricos en las carreteras noruegas el 20 de abril de 2015, más de dos años antes de lo esperado. Las dos exenciones de impuestos de compra aplicables a los vehículos eléctricos habían costado al gobierno alrededor de 3 millones de coronas (alrededor de US $ 480 millones) en ingresos perdidos solo en 2014 y hasta 4 millones de coronas (alrededor de US $ 640 millones) si todos los otros beneficios se contabilizan.
En mayo de 2015, el gobierno decidió mantener los incentivos existentes hasta 2017, los partidos políticos en el Parlamento acordaron que sería reducida y eliminarían algunos de los incentivos. A partir de enero de 2018, serán necesarios los propietarios de automóviles eléctricos para pagar la mitad de la tasa de licencia de ruta anual y la tarifa completa a partir de 2020. La exención del impuesto de valor (IVA) añadido para los coches eléctricos terminará en 2018, y será reemplazada por un nuevo esquema, que puede ser sometido a un límite máximo que podría reducirse a medida que avanza la tecnología. El acuerdo también da a las autoridades locales el derecho a decidir si los coches eléctricos se pueden estacionar de forma gratuita y utilizar los carriles de transporte público.
En febrero de 2016, el gobierno abrió a la discusión pública el 1 de julio el año 2016 el proyecto de Plan Nacional de Transporte 2018-2029 (NTP). Entre otros, el NTP establece el objetivo de que todos los nuevos coches, autobuses y vehículos industriales ligeros en 2025 deben ser vehículos de emisiones cero, esto es, todos los vehículos eléctricos y de hidrógeno. Para el año 2030, camionetas para trabajo pesado, el 75% de los nuevos autobuses de larga distancia y el 50% de los nuevos camiones deben ser vehículos de emisiones cero.

## Ventas

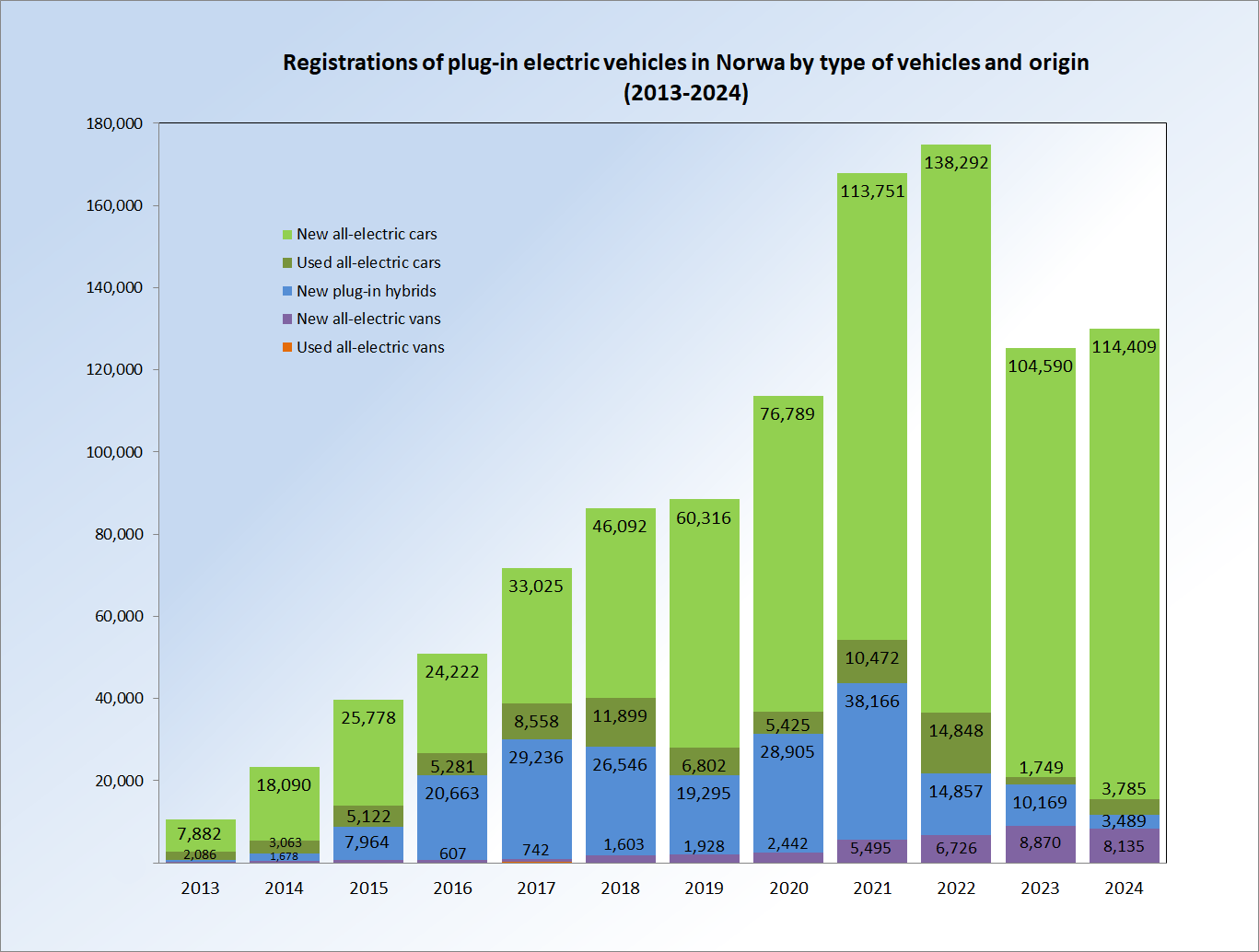
Registro de nuevos y usados, importaciones por tipo de vehículos eléctricos enchufables entre 2013 y 2024.

Para diciembre de 2015, un total de 74,883 nuevos vehículos eléctricos fueron registrados en Noruega. Las ventas de las importaciones utilizadas en Noruega son significativas, y en diciembre de 2015, más de 11.500 habitantes utilizaban vehículos importados, principalmente los coches eléctricos puros. Los registros de los coches totalmente eléctricos utilizados fueron de 2.086 unidades en 2013, 3.063 en 2014 y 5.122 en 2015. Además, cerca de 1.300 coches eléctricos usados fueron importados en Noruega antes de 2013. Esto representa un total de 101.600 vehículos eléctricos de poca potencia nuevos y usados importados en Noruega registrados para abril de 2016, consiste de aproximadamente 81.500 vehículos de pasajeros totalmente eléctricos, casi 17.100 híbridos y más de 2.000 furgonetas totalmente eléctricas. El volumen total incluye casi 12.000 coches eléctricos importados utilizados. Para septiembre de 2013, la flota total registrada incluyó 1.456 cuadriciclos pesados, tales como el Kewet/Compañero, Th!nk City y el Revai. Estos coches tienen derecho a las placas "EL", licencias especiales reservados para los vehículos eléctricos de Noruega.
El registro de vehículos eléctricos ascendió a 10.769 unidades en 2013, lo que representa un 6,9% del total de registros de automóviles en 2013. En 2013, el Leaf se mantuvo como el de mayor venta de coches eléctricos, con 4.604 nuevas unidades vendidas, seguido por el Tesla Model S con 1.986 unidades (25,2%) y el Volkswagen e-Up! con 580 unidades (7,4%).

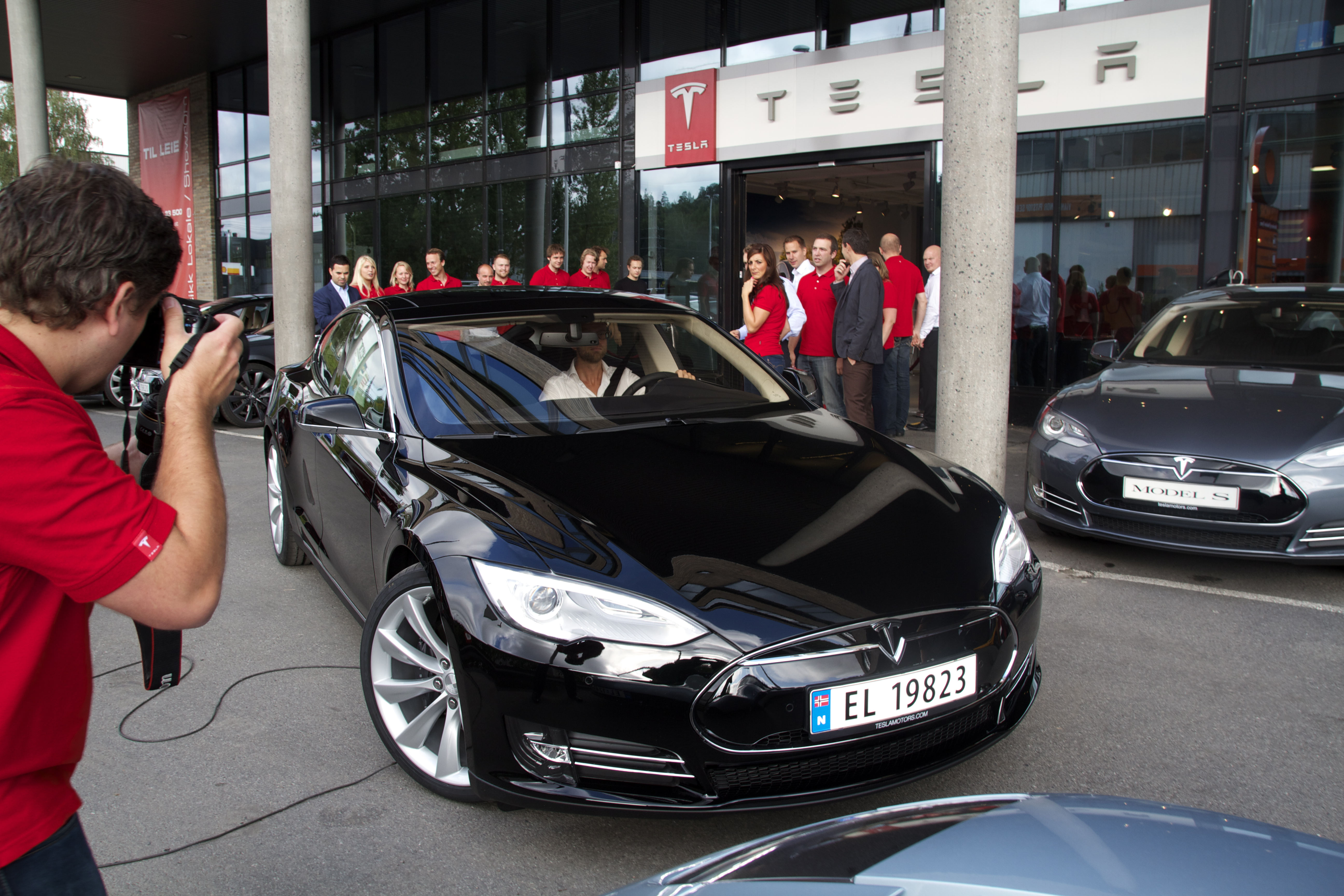
Las primeras entregas europeas del Tesla Model S tomaron lugar en la tienda de Oslo en agosto de 2013.

Durante su primer mes en el mercado, el Model S fue el coche más vendido en Noruega durante septiembre de 2013, con 616 unidades entregadas, lo que representa una cuota de mercado del 5,1% de todos los vehículos nuevos vendidos en el país y convirtiéndose en el primer coche eléctrico que remató el ranking de ventas de automóviles nuevos en cualquier país. En octubre de 2013, y por un segundo mes consecutivo, un coche eléctrico, el Nissan Leaf, fue el coche más vendido en el país. El Leaf vendió 716 unidades, lo que representa un 5,6 % de las ventas de automóviles nuevos en ese mes. En diciembre de 2013, el Model S, con 553 unidades vendidas y una cuota de mercado del 4,9%, tuvo la mayor venta de vehículos nuevos en el país por segunda vez en el año.
En enero de 2014, por segunda vez, el líder de ventas de coches nuevos en Noruega fue el Nissan Leaf con 650 unidades vendidas, que tiene representación de 5,7 % de las ventas de automóviles nuevos de ese mes. El Model S encabezó el ranking de ventas mensuales por tercera vez en marzo de 2014, con 1.493 unidades vendidas, capturando una cuota de mercado del 10,8 % de las ventas de automóviles nuevos de ese mes y contribuyendo a una cuota de mercado récord para el segmento de los coches totalmente eléctricos de 20,3% del total de ventas de automóviles nuevos.

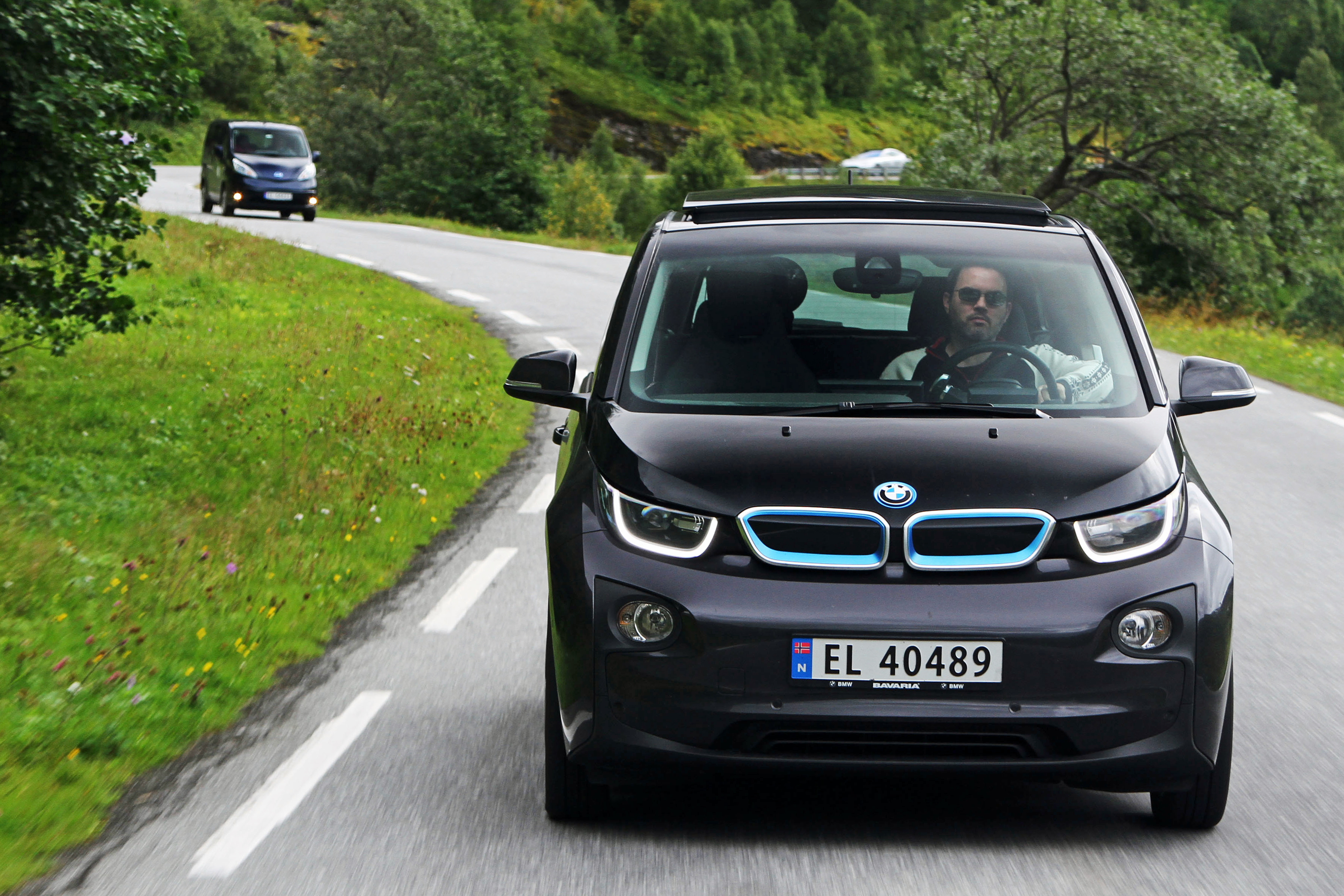
El prefijo " EL " se añade a las matrículas de los coches eléctricos en Noruega para controlar los privilegios de los vehículos eléctricos tienen derecho. Se muestra una a BMW i3.

Un total de 23.390 vehículos eléctricos fueron registrado en Noruega en 2014, que consta de 18.094 nuevos coches totalmente eléctricos, 3.063 importados coches totalmente eléctricos usados, 1.678 nuevos coches híbridos enchufables y 555 nuevas furgonetas totalmente eléctricas. Las ventas combinadas de vehículos eléctricos nuevos y usados capturaron una cuota de mercado del 13,84% de los registros de vehículos de pasajeros en 2014. Las ventas del segmento de los coches totalmente eléctricos nuevos alcanzaron una cuota de mercado del 12,5%. Las matriculaciones de automóviles totalmente eléctricos aumentaron un 129,5% desde 2013 y el segmento híbrido enchufable creció 411,6% respecto al año anterior. Noruega terminó 2014 como el país europeo de mayor ventas de poca potencia eléctrica de todo el segmento de mercado, con 18.649 de pasajeros y furgonetas de utilidad registradas, superando a Francia (15.046), Alemania (8.804) y al Reino Unido (7.730). Noruega representó un tercio de todas las ventas europeas de automóviles totalmente eléctricos en 2014. Las ventas de coches eléctricos en 2014 fueron dirigidas por el Nissan Leaf con 4.781 nuevos registros, seguido por Tesla Model S con 4.040 unidades. Los registros de matrículas y la mayor cuota de mercado mensual se registraron en marzo de 2015, con 3.391 nuevos coches totalmente eléctricos vendidos ese mes que representa el 23,4% de las ventas de automóviles nuevos, y 357 híbridos enchufables que representan una cuota de mercado del 2,52% ese mes, juntos alcanzaron una cuota de mercado combinada de VPP 26,4% .
Las ventas de marzo establecieron otro récord, ya que tres coches totalmente eléctricos fueron calificados como los de mayores ventas de vehículos nuevos en el país, el Tesla Model S con 1.140 unidades, el Volkswagen e-Golf con 956 (De un total de 1.421 unidades vendidas por la placa de identificación del Golf), y el Nissan Leaf con 526.

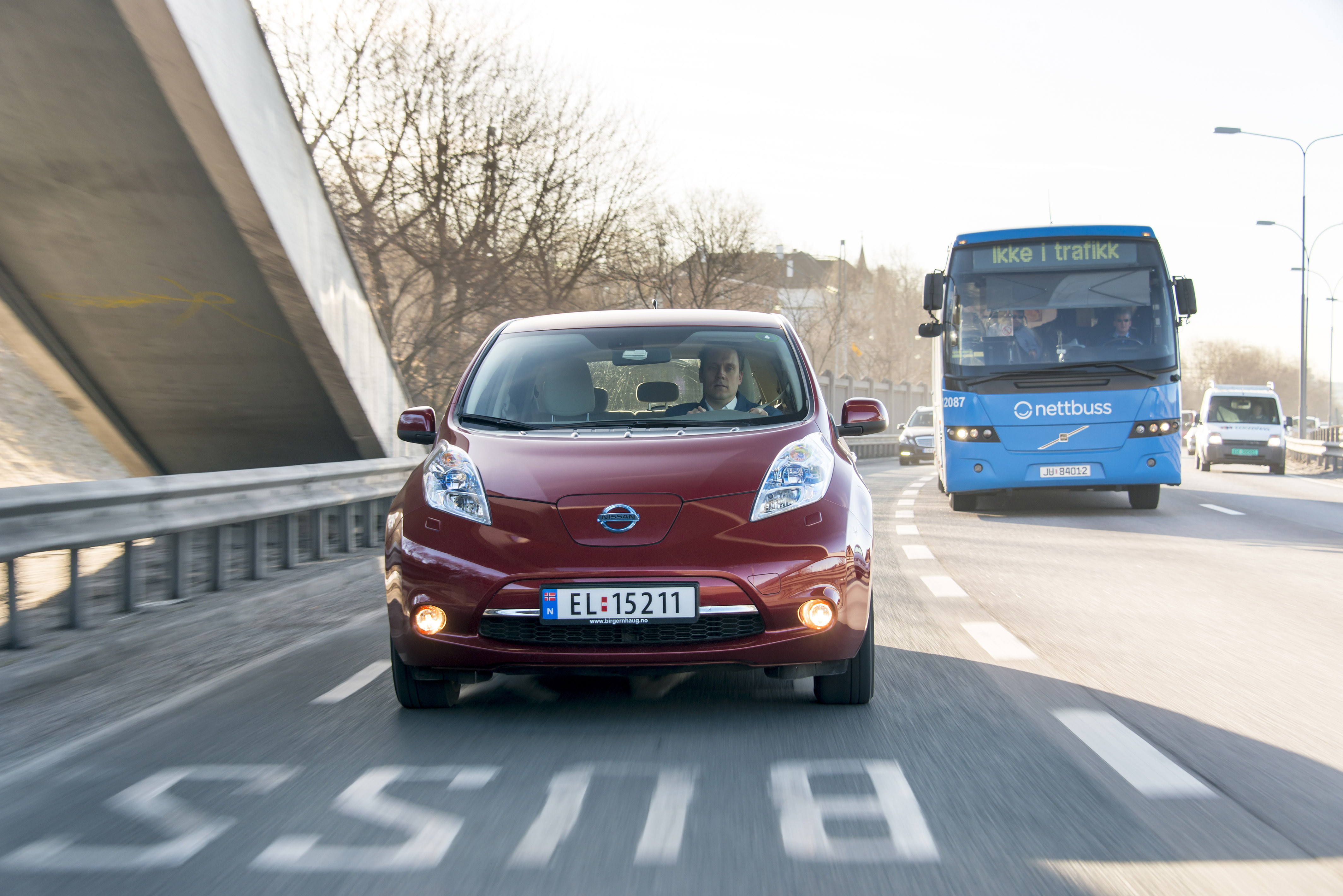
Los coches eléctricos tienen acceso a los carriles bus en Noruega. Se muestra un Nissan Leaf, los más vendidos de coche eléctrico en el país, con más de 20.000 unidades registradas en diciembre, lo que representa más del 10 % de las ventas mundiales de la hoja.

Un total de 39,632 vehículos eléctricos ligeros enchufables se registraron en Noruega en 2015, frente a 23.408 en 2014 (69,3%). Las nuevas ventas de enchufables ascendieron a 34,455 unidades, que constan de 25,779 vehículos eléctricos puros, 7.964 furgonetas de servicios públicos totalmente eléctricas y 712 híbridos enchufables. Se registraron un total de 5.177 importaciones, de las cuales, 5.122 eran coches eléctricos puros. Las ventas combinadas de automóviles enchufables nuevos alcanzaron una cuota de mercado del 23,4% de todos los vehículos de pasajeros nuevos vendidos en 2015, con el segmento de automóvil totalmente eléctrico alcanzando el 17,1%, frente al 12,5% en 2014, mientras que el segmento híbrido ha alcanzado el 5,2%, por encima del 1% en 2014. El VW Golf, con 8.943 unidades vendidas, fue el coche eléctrico más vendido en Noruega para 2015, por delante del Tesla Model S (4.039) y el Nissan Leaf (3,189). La variante e-Golf representó el 54,6% del total de ventas de la placa de características nuevas VW Golf en el país en 2015. El vehículo híbrido de mayores ventas en 2015 fue el Mitsubishi Outlander P-HEV con 2.875 unidades, seguido por el Volkswagen Golf GTE con 2.000 y el e-tron de Audi A3 con 1.684 unidades, representando en conjunto el 84% del segmento híbrido.

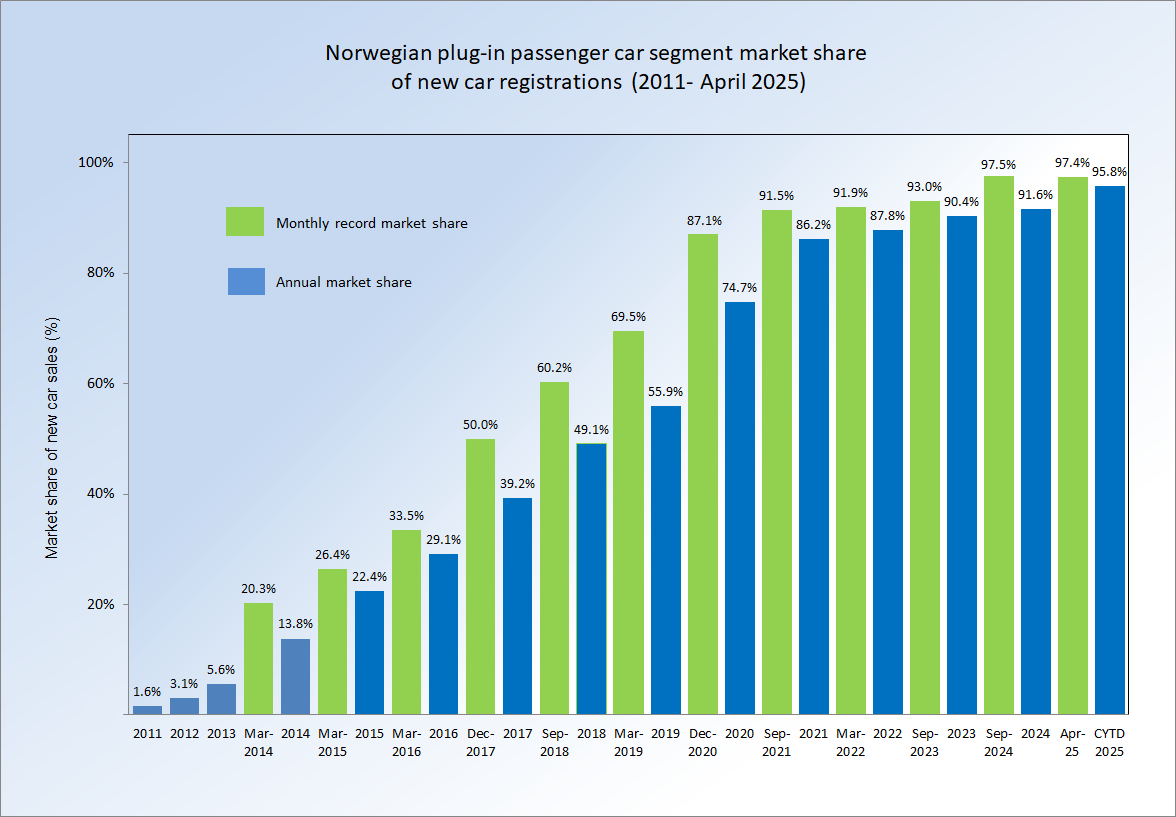
Evolución histórica de la cuota de mercado del segmento de coches enchufables eléctricos en Noruega y registros mensuales récord entre 2011 y abril de 2025. (Fuente: Norwegian Road Federation OFV).

Para finales de 2015, el Nissan Leaf continuó como el eléctrico de mayores ventas de todos los tiempos en el país con un total de 15.245 nuevos registrados desde 2011. Además, un número significativo de Leaf importados que se utilizan desde los países vecinos se habían registrado en el país, elevando la flota de Leaf registrados a más de 20.000 unidades, lo que significa que más del 10% de los Leaf vendidos en el mundo fueron noruegos para noviembre de año 2015.
Las matriculaciones de automóviles eléctricos nuevos en febrero del año 2016 alcanzó la cuota de mercado del 28,5% de las ventas de automóviles nuevos, superando el récord mensual anterior de marzo de 2015, con un 26,4%. La proporción más alta mensual sobre el mercado de autos enchufables de pasajeros en el segmento eléctrico fue alcanzada en marzo de 2016 y conformó el 33,5% de las ventas de automóviles nuevos; el segmento de automóvil totalmente eléctrico tenía una cuota de mercado del 18,7% entre los nuevos vehículos de pasajeros, mientras que el segmento híbrido tuvo un 14,8%. Con 3.936 vehículos usados y nuevos vehículos enchufables ligeros registrados en febrero de 2016, el número de vehículos eléctricos de poca potencia en las carreteras noruegas se elevó a más de 90.000 unidades para el 29 de febrero de 2016.
La siguiente tabla presenta los registros de los 15 coches eléctricos y las furgonetas de servicios públicos más vendidos por modelo por año desde 2008 hasta diciembre de 2015. Las cifras entre 2008 y 2013 corresponden al número combinado de los primeros registros por año lo que representa tanto a importaciones nuevas y usadas. Las cifras de 2014 y 2015 corresponden únicamente a los nuevos registros de autos. El desglose entre la importación nueva y usada para el Nissan Leaf y el Kia Soul se muestra porque estos son los dos modelos de propulsión eléctrica con la mayor proporción de registros de importación utilizados.